# إلغاء التداخل الذاتي
إلغاء التداخل الذاتي (إس آي سي) هي تقنية معالجة إشارة تمكن جهاز الإرسال والاستقبال الراديوي من الإرسال والاستقبال في نفس الوقت على قناة واحدة، أو على زوج من القنوات المتداخلة جزئيًا، أو على أي زوج من القنوات في نفس النطاق الترددي. يضاعف إس آي جي بصورة فعالة الكفاءة الطيفية، عند استخدامه للسماح بالإرسال والاستقبال المتزامن على نفس التردد، الذي يشار إليه أحيانًا باسم «إرسال ازدواج كامل على نفس النطاق» أو «الإرسال والاستقبال المتزامن». يمكّن إس آي جي أيضًا الأجهزة والمنصات التي تحتوي على جهازي راديو يستخدمان نفس نطاق التردد بتشغيل كلا الجهازين في وقت واحد.
يوجد لإلغاء التداخل الذاتي تطبيقات في شبكات الهاتف المحمول، والنطاقات غير المرخصة، والتلفزيون الكبلي، والشبكات المتداخلة، والجيش، والسلامة العامة.
يمتلك إرسال الازدواج الكامل على نفس النطاق مزايا أكثر من أنظمة الازدواج التقليدية. يرسل نظام الازدواج بتقسيم التردد (إف دي دي) ويستقبل في نفس الوقت باستخدام قناتين (عادةً متباعدتين بصورة كبيرة) في نفس نطاق التردد. يقوم الإرسال المزدوج الكامل على نفس النطاق بنفس الوظيفة باستخدام نصف موارد الطيف. يعمل نظام الإرسال المزدوج بتقسيم الزمن (تي دي دي) بازدواج نصفي على قناة واحدة، خالقًا بذلك الوهم بتحقيق اتصال بازدواج كامل من خلال التبديل السريع بين الإرسال والاستقبال. تحقق أجهزة الراديو بازدواج كامل على نفس النطاق ضعف الإنتاجية باستخدام نفس موارد الطيف.

## تقنيات
لا يمكن لجهاز الإرسال والاستقبال الراديوي إلغاء إشارة الإرسال الخاصة به بناءً فقط على معرفة المعلومات التي تُرسل وكيف بُنيت إشارة الإرسال. لا يمكن التنبؤ بالإشارة التي يراها جهاز الاستقبال بالكامل. تخضع الإشارة التي تظهر على جهاز الاستقبال لتأخيرات متفاوتة. وتتكون من مزيج من التسرب (الإشارة التي تنتقل مباشرة من المرسل إلى المستقبل) ومن انعكاسات محلية. بالإضافة إلى ذلك، فإن مكونات المرسل (مثل أجهزة المزج ومضخمات الاستطاعة) تُدخل اللاخطية التي تولد التوافقيات والضجيج. يجب أخذ عينات من هذه التشوهات عند خرج المرسل. أخيرًا، يجب أن يكشف حل إلغاء التداخل الذاتي عن التغييرات في الوقت الحقيقي التي تسببها تغيرات درجة الحرارة والاهتزازات الميكانيكية وحركة الأشياء في البيئة ويجب أن يُعوض عنها.
يمكن إلغاء إشارة الإرسال عند جهاز الاستقبال عن طريق إنشاء نموذج دقيق للإشارة واستخدامه لتوليد إشارة جديدة عند دمجها مع الإشارة القادمة إلى جهاز الاستقبال لا تترك سوى إشارة الاستقبال المطلوبة. سيختلف مقدار الإلغاء الدقيق المطلوب اعتمادًا على استطاعة إشارة الإرسال التي هي مصدر التداخل الذاتي ونسبة الإشارة إلى الضجيج (إس إن آر) التي من المتوقع أن يتعامل معها الرابط في نمط ازدواج نصفي. الرقم النموذجي لشبكة الواي فاي وللتطبيقات الخلوية لمقدار إلغاء للإشارة هو 110 ديسيبل، على الرغم من أن بعض التطبيقات تتطلب إلغاء أكبر.
يتطلب إلغاء إشارة الإرسال المحلية مزيجًا من الإلكترونيات التناظرية والرقمية. يمكن تقليل قوة إشارة الإرسال بصورة معتدلة قبل وصولها إلى جهاز الاستقبال باستخدام مدور (إذا استُخدم هوائي مشترك) أو باستخدام تقنيات عزل الهوائي (مثل الاستقطاب المتقاطع) إذا استُخدمت هوائيات منفصلة. يعد المُلغي التناظري أكثر فاعلية في معالجة الإشارات القوية بفارق تأخير قصير. يعد المُلغي الرقمي أكثر فاعلية في التعامل مع الإشارات الضعيفة بتأخيرات أكبر من 1,000 نانو ثانية. يجب أن يساهم المُلغي التناظري بما لا يقل عن 60 ديسيبل من الإلغاء. يجب أن يقوم المُلغي الرقمي بمعالجة مكونات الإشارة الخطية واللاخطية، ما ينتج عنه حوالي 50 ديسيبل من الإلغاء. يتألف كل من المُلغيان التناظري والرقمي من عدد من «الصنابير» التي تتكون من المخمدات ومغيرات الطور وعناصر التأخير. تُحدد المرحلة التناظرية في المقام الأول تكلفة حل إلغاء التداخل الذاتي (إس آي سي) وحجمه وتعقيده. من الضروري أيضًا أن تتكيف خوارزميات التوليف التي تُمكن المُلغي مع التغييرات السريعة. تحتاج خوارزميات الإلغاء عادةً إلى التكيف بمعدل مرة واحدة كل بضع مئات من الميكروثانية لمواكبة التغيرات في البيئة.